# Suore della Presentazione della Beata Vergine Maria (Hobart)
Le Suore della Presentazione della Beata Vergine Maria (in inglese Sisters of the Presentation of the Blessed Virgin Mary; sigla P.B.V.M.) sono un istituto religioso femminile di diritto pontificio.

## Storia
Le origini della congregazione si ricollegano a quelle delle suore della Presentazione fondate nel 1775 in Irlanda da Nano Nagle.
Nel 1866 una comunità di suore delle Presentazione provenienti dal convento irlandese di Fermoy e guidata da madre Xavier Murphy aprì una casa a Hobart, in Tasmania, residenza vescovile di Daniel Murphy, fratello di madre Xavier. Dal convento di Hobart ebbe origine la casa autonoma di Launceston, aperta nel 1873: Hobart e Launceston furono punto di partenza per numerose fondazioni, riunite nel 1911 in una congregazione centralizzata.
Nel 1947 la congregazione di Hobart adottò le costituzioni approvate dalla Santa Sede per le Suore della Presentazione presenti in Australia e nel 1958 aderì alla Federazione australiana delle suore della Presentazione.

## Attività e diffusione
Le suore si dedicano all'educazione della gioventù e alle opere di carità. 
La sede generalizia è ad Hobart, in Tasmania.
Alla fine del 2015 l'istituto contava 15 religiose e 8 case.